# 보리수나무
보리수나무(菩提樹--)는 장미목 보리수나무과의 낙엽관목이다. 불교 설화에 등장하는 뽕나무과의 인도보리수와는 다른 식물이다.

## 생태
나무의 높이는 3m 가량이다. 잎은 긴 타원형으로 복엽이 어긋난 형태로 자라 있다. 가지나 잎자루, 잎 뒤에는 회백색의 비늘조각이 빽빽하게 나 있다. 꽃은 황백색으로, 초여름이 되면 잎겨드랑이에서 몇 개의 꽃이 다발져 달리는데, 꽃자루나 꽃받침통에도 흰 비늘조각이 빽빽하게 나 있다. 

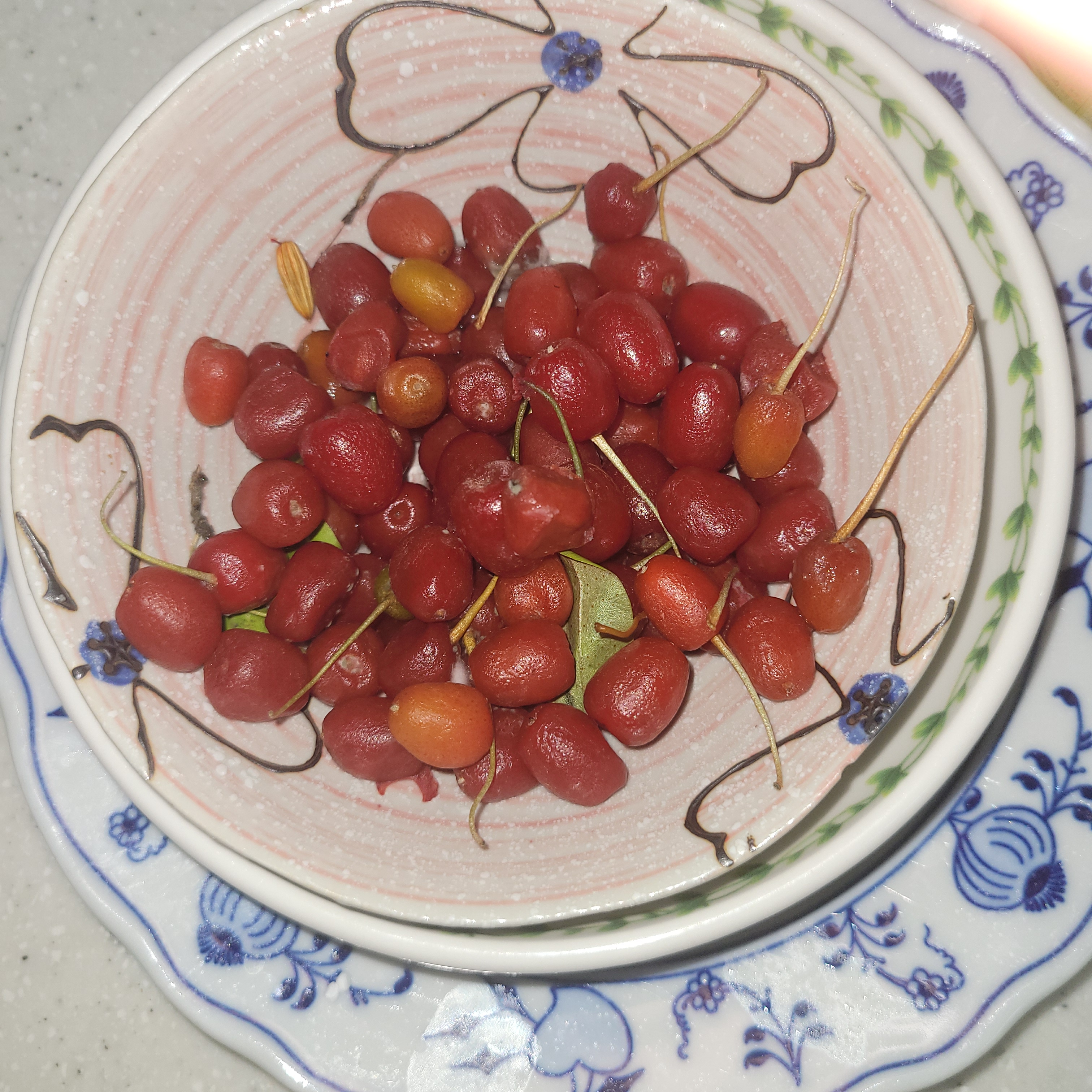
보리수나무의 익은 열매

열매는 길이 6-8mm 정도의 다소 긴 공 모양으로 10~11월 붉게 익는다. 왕보리수나무의 경우 열매를 먹을 수 있으며, 맛은 덜익은 것은 땡감처럼 떫은 맛이 난다. 잘 익은 붉은 과실은 앵두와 비슷하고 조금 더 크며 열매의 겉표면에 특유의 질감이 있다. 이런 요철 부위가 많아 민간에서는 오래 전부터 그것이 파리의 똥 같다고 하여 '파리똥'이라는 이름으로 불렀고, 또는 보리수나무와 합쳐 '보리똥', '뽀리똥'으로 부르기도 하였다. 근래에는 개량종의 보급으로 그 크기가 20mm~25mm로 과육이 크고 과즙이 풍부한 종도 개발되어 있다.
주로 제주도와 경기도, 강원도 이남의 산기슭이나 들에서 자라며 정원수로도 키우고 있다.

## 품종
- 왕보리수나무(Elaeagnus umbellata var. coreana (H.Lev.) H.Lev.)
- 긴보리수나무(Elaeagnus umbellata var. longicarpa (Uyeki) T.B.Lee)
- 민보리수나무(Elaeagnus umbellata var. parvifolia (Royle) C.K.Schneid.)
- 올보리수나무(Elaeagnus umbellata var. prematura (Koidz.) T.B.Lee)